# Nyctiophylax anoana
Nyctiophylax anoana là một loài Trichoptera trong họ Polycentropodidae. Chúng phân bố ở miền Australasia.